# Álvaro Méndez Modernell
Álvaro Humberto Méndez Modernell (Mercedes, Soriano, Uruguay, 24 de mayo de 1904 - Montevideo, Uruguay, 29 de setiembre de 1973), fue un magistrado uruguayo, miembro de la Suprema Corte de Justicia de su país desde 1972 hasta su muerte.

## Primeros años
Nació en Mercedes el 24 de mayo de 1904, hijo de Gerónimo Méndez y de Enriqueta Modernell. En su partida de nacimiento figura inscripto como Albaro Umberto, pese a lo cual utilizó siempre sus nombres con V y con H.
Cursó estudios en la Facultad de Derecho de la Universidad de la República, graduándose como abogado.

## Juez de Paz en el interior
En agosto de 1938 ingresó a la carrera judicial al ser designado Juez de Paz de la 1° sección judicial de Cerro Largo, con sede en Melo.

## Juez de Paz en la capital
En setiembre de 1944 pasó a desempeñarse en la capital del país al ser nombrado Juez de Paz de la 6° sección judicial de Montevideo.
En 1948 fue trasladado al Juzgado de Paz de la 4° sección de la misma ciudad.

## Juez Letrado en el interior
En setiembre de 1949 ascendió a Juez Letrado, cumpliendo funciones como tal inicialmente en Treinta y Tres, siendo trasladado en agosto de 1950 a Durazno y en junio de 1952 a Canelones.

## Juez Letrado en Montevideo
En octubre de 1958 regresó nuevamente a la capital del país al ser ascendido a Juez Letrado Suplente.
Posteriormente se desempeñó como Juez Letrado de Instrucción y Correccional de Cuarto Turno y como Juez Letrado Nacional de Hacienda y de lo Contencioso Administrativo de Tercer Turno.

## Tribunal de Apelaciones
En octubre de 1964 fue designado ministro del Tribunal de Apelaciones en lo Civil de Tercer Turno, el que integró por espacio de siete años.

## Suprema Corte de Justicia
A fines de febrero de 1972 se produjeron dos vacantes en la Suprema Corte de Justicia por los ceses de los ministros Hamlet Reyes y Emilio Siemens Amaro. Al cumplirse los 90 días de las mismas sin que la Asamblea General hubiese designado a sus reemplazantes, operó el nuevo mecanismo subsidiario de integración de la Corte previsto por el artículo 236 de la nueva Constitución, que establecía que en tal caso quedaría automáticamente designado el miembro más antiguo de los Tribunales de Apelaciones. Méndez Modernell era el segundo ministro más antiguo luego de Rómulo Vago, por lo que ambos prestaron juramento ante la Asamblea General como nuevos miembros de la Suprema Corte el 30 de mayo de 1972.

## Fallecimiento
Hubiera podido continuar en la Corte hasta cumplir los 70 años en mayo de 1974, pero falleció unos meses antes, el 29 de setiembre de 1973. El Poder Ejecutivo dispuso se le tributaran honores fúnebres a sus restos.
La vacante generada en el máximo tribunal judicial del país por su fallecimiento fue cubierta en diciembre de dicho año por Francisco José Marcora, quien se convertiría así en el primer miembro de la Suprema Corte en ser designado para tal cargo por el Consejo de Estado que había sustituido al Parlamento disuelto por el golpe de Estado de junio anterior.